# La Paz kommun, Cesar
La Paz är en kommun i Colombia.   Den ligger i departementet Cesar, i den norra delen av landet, 600 km norr om huvudstaden Bogotá. Antalet invånare är 21 874. Arean är 1 081 kvadratkilometer.
Terrängen i La Paz är varierad.